# Campeonato Chileno de Futebol de 2025
A Liga de Primera 2025, chamada de " Liga de Primera Itaú 2025 " para fins de patrocínio, é a 109.ª edição da primeira categoria do futebol chileno. O campeonato é organizado pela Asociación Nacional de Fútbol Profesional (ANFP), entidade esportiva ligada à Federação de Futebol do Chile.
Além disso, essa temporada marca a volta do Deportes La Serena e a estreia do Deportes Limache à primeira divisão. O Colo-Colo é o atual campeão da competição.

## Regulamento
As 16 equipes jogarão 30 partidas cada em dois turnos sob o sistema de todos contra todos. Neste torneio, será usado o sistema de pontos corridos, de acordo com a regulamentação da IFAB, dando três pontos ao vencedor, um ponto às equipes que empatarem e nenhum ponto ao perdedor.
O campeão, o vice-campeão e o terceiro colocado se classificarão para a Copa Libertadores da América de 2026, enquanto os 4º, 5º, 6º e 7º colocados ganharão uma vaga à Copa Sul-Americana de 2026. As duas equipes piores colocadas são rebaixadas para a Primera B 2026.

### Critérios de desempate
1. Pontos;
2. Saldo de gols;
3. Vitórias;
4. Gols marcados;
5. Gols marcados como visitante;
6. Cartões vermelhos;
7. Cartões amarelos;
8. Sorteio.

Caso haja empate em pontos na primeira colocação, o campeão será definido em uma partida extra em campo neutro. Caso o empate em pontos seja entre mais de duas equipes, os critérios de desempate deverão ser aplicados até que haja apenas duas equipes, e estas se enfrentarão na partida extra.

## Participantes

### Ascensos e descensos
| Clube              | Promovido como                 |
| ------------------ | ------------------------------ |
| Deportes La Serena | Campeão da Primera B 2024      |
| Deportes Limache   | 2º lugar e campeão da liguilla |

| Clube            | Rebaixado como              |
| ---------------- | --------------------------- |
| Cobreloa         | 15º na tabela geral de 2024 |
| Deportes Copiapó | 16º na tabela geral de 2024 |

### Informações dos clubes
| Equipe               | Cidade       | Região                    | Em 2024 | Estádio (mando)            | Capac.  | Títulos (último em) |
| -------------------- | ------------ | ------------------------- | ------- | -------------------------- | ------- | ------------------- |
| Audax Italiano       | Santiago     | Metropolitana de Santiago | 10º     | Bicentenario de La Florida | 11 600  | 4 (1957)            |
| Cobresal             | El Salvador  | Atacama                   | 13º     | El Cobre                   | 11 200  | 1 (2015–C)          |
| Colo-Colo            | Santiago     | Metropolitana de Santiago | 1º      | Monumental                 | 43 700  | 34 (Atual campeão)  |
| Coquimbo Unido       | Coquimbo     | Coquimbo                  | 8º      | Francisco Sánchez Rumoroso | 17 000  | 0 (não possui)      |
| Deportes Iquique     | Iquique      | Tarapacá                  | 3º      | Tierra de Campeones        | 13 200  | 0 (não possui)      |
| Deportes La Serena   | La Serena    | Coquimbo                  | 1º (B)  | La Portada                 | 017 100 | 0 (não possui)      |
| Deportes Limache     | Limache      | Valparaíso                | 2º (B)  | Nicolás Chahuán Nazar      | 8 400   | 0 (não possui)      |
| Everton              | Viña del Mar | Valparaíso                | 7º      | Sausalito                  | 19 200  | 4 (2008–A)          |
| Huachipato           | Talcahuano   | Bío-Bío                   | 12º     | Huachipato – CAP Acero     | 10 000  | 3 (2023)            |
| Ñublense             | Chillán      | Ñuble                     | 9º      | Nelson Oyarzún Arenas      | 11 300  | 0 (não possui)      |
| O'Higgins            | Rancagua     | O'Higgins                 | 14º     | El Teniente                | 12 500  | 1 (2013–A)          |
| Palestino            | Santiago     | Metropolitana de Santiago | 4º      | Municipal de La Cisterna   | 6 000   | 2 (1978)            |
| Unión Española       | Santiago     | Metropolitana de Santiago | 6º      | Estádio Santa Laura        | 19 900  | 7 (2013–T)          |
| Unión La Calera      | La Calera    | Valparaíso                | 11º     | Nicolás Chahuán Nazar      | 08 400  | 0 (não possui)      |
| Universidad Católica | Santiago     | Metropolitana de Santiago | 5º      | San Carlos de Apoquindo    | 14 700  | 16 (2021)           |
| Universidad de Chile | Santiago     | Metropolitana de Santiago | 2º      | Estádio Nacional           | 46 200  | 18 (2017–C)         |

### Número de times por região
| N° de times | Região                    | Time(s)                                                                                           |
| ----------- | ------------------------- | ------------------------------------------------------------------------------------------------- |
| 6           | Metropolitana de Santiago | Audax Italiano, Colo-Colo, Palestino, Unión Española, Universidad Católica e Universidad de Chile |
| 3           | Valparaíso                | Deportes Limache, Everton e Unión La Calera                                                       |
| 2           | Coquimbo                  | Coquimbo Unido e Deportes La Serena                                                               |
| 1           | Atacama                   | Cobresal                                                                                          |
| 1           | Bío-Bío                   | Huachipato                                                                                        |
| 1           | Ñuble                     | Ñublense                                                                                          |
| 1           | O'Higgins                 | O'Higgins                                                                                         |
| 1           | Tarapacá                  | Deportes Iquique                                                                                  |

## Classificação
| Pos | Equipe               | Pts | J  | V  | E | D  | GP | GC | SG  | Classificação ou descenso                              |
| --- | -------------------- | --- | -- | -- | - | -- | -- | -- | --- | ------------------------------------------------------ |
| 1   | Coquimbo Unido       | 32  | 15 | 9  | 5 | 1  | 19 | 7  | +12 | Fase de Grupos da Copa Libertadores da América de 2025 |
| 2   | Audax Italiano       | 32  | 15 | 10 | 2 | 3  | 28 | 18 | +10 | Fase de Grupos da Copa Libertadores da América de 2025 |
| 3   | Palestino            | 28  | 15 | 8  | 4 | 3  | 22 | 14 | +8  | 2ª Fase da Copa Libertadores da América de 2025        |
| 4   | Universidad de Chile | 25  | 13 | 8  | 1 | 4  | 29 | 13 | +16 | 1ª Fase da Copa Sul-Americana de 2025                  |
| 5   | O'Higgins            | 26  | 15 | 7  | 5 | 3  | 15 | 15 | 0   | 1ª Fase da Copa Sul-Americana de 2025                  |
| 6   | Cobresal             | 23  | 15 | 6  | 5 | 4  | 19 | 18 | +1  | 1ª Fase da Copa Sul-Americana de 2025                  |
| 7   | Universidad Católica | 22  | 14 | 6  | 4 | 4  | 20 | 14 | +6  | 1ª Fase da Copa Sul-Americana de 2025                  |
| 8   | Unión La Calera      | 22  | 15 | 6  | 4 | 5  | 15 | 11 | +4  |                                                        |
| 9   | Colo-Colo            | 21  | 13 | 6  | 3 | 4  | 23 | 13 | +10 |                                                        |
| 10  | Huachipato           | 17  | 13 | 5  | 2 | 6  | 18 | 20 | −2  |                                                        |
| 11  | Deportes La Serena   | 17  | 15 | 5  | 2 | 8  | 19 | 27 | −8  |                                                        |
| 12  | Ñublense             | 16  | 15 | 3  | 7 | 5  | 14 | 22 | −8  |                                                        |
| 13  | Everton              | 14  | 15 | 3  | 5 | 7  | 15 | 25 | −10 |                                                        |
| 14  | Deportes Limache     | 13  | 15 | 3  | 4 | 8  | 17 | 23 | −6  |                                                        |
| 15  | Unión Española       | 7   | 14 | 2  | 1 | 11 | 12 | 27 | −15 | Rebaixado para a Primera B                             |
| 16  | Deportes Iquique     | 6   | 15 | 1  | 3 | 11 | 15 | 32 | −17 | Rebaixado para a Primera B                             |

Atualizado para partidas disputadas em 2 de julho de 2025.

## Desempenho
Clubes que lideraram o campeonato ao final de cada rodada:
| Rodadas | Rodadas | Rodadas | Rodadas | Rodadas | Rodadas | Rodadas | Rodadas | Rodadas | Rodadas | Rodadas | Rodadas | Rodadas | Rodadas | Rodadas | Rodadas | Rodadas | Rodadas | Rodadas | Rodadas | Rodadas | Rodadas | Rodadas | Rodadas | Rodadas | Rodadas | Rodadas | Rodadas | Rodadas | Rodadas |
| ------- | ------- | ------- | ------- | ------- | ------- | ------- | ------- | ------- | ------- | ------- | ------- | ------- | ------- | ------- | ------- | ------- | ------- | ------- | ------- | ------- | ------- | ------- | ------- | ------- | ------- | ------- | ------- | ------- | ------- |
| 1       | 2       | 3       | 4       | 5       | 6       | 7       | 8       | 9       | 10      | 11      | 12      | 13      | 14      | 15      | 16      | 17      | 18      | 19      | 20      | 21      | 22      | 23      | 24      | 25      | 26      | 27      | 28      | 29      | 30      |
| UCH     | UCH     | COQ     | COQ     | PAL     | COQ     | PAL     | AUD     | UC      | AUD     | AUD     | AUD     | COQ     | COQ     | COQ     |         |         |         |         |         |         |         |         |         |         |         |         |         |         |         |

Clubes que ficaram na última posição do campeonato ao final de cada rodada:
| Rodadas | Rodadas | Rodadas | Rodadas | Rodadas | Rodadas | Rodadas | Rodadas | Rodadas | Rodadas | Rodadas | Rodadas | Rodadas | Rodadas | Rodadas | Rodadas | Rodadas | Rodadas | Rodadas | Rodadas | Rodadas | Rodadas | Rodadas | Rodadas | Rodadas | Rodadas | Rodadas | Rodadas | Rodadas | Rodadas |
| ------- | ------- | ------- | ------- | ------- | ------- | ------- | ------- | ------- | ------- | ------- | ------- | ------- | ------- | ------- | ------- | ------- | ------- | ------- | ------- | ------- | ------- | ------- | ------- | ------- | ------- | ------- | ------- | ------- | ------- |
| 1       | 2       | 3       | 4       | 5       | 6       | 7       | 8       | 9       | 10      | 11      | 12      | 13      | 14      | 15      | 16      | 17      | 18      | 19      | 20      | 21      | 22      | 23      | 24      | 25      | 26      | 27      | 28      | 29      | 30      |
| ÑUB     | UE      | UE      | UE      | IQQ     | IQQ     | IQQ     | IQQ     | IQQ     | IQQ     | IQQ     | IQQ     | IQQ     | IQQ     | IQQ     |         |         |         |         |         |         |         |         |         |         |         |         |         |         |         |